# Leskawiczy
Leskawiczy (biał. Лескавічы, ros. Лесковичи, pol. Laskowicze) – wieś na Białorusi, w rejonie szumilińskim obwodu witebskiego, nad jeziorem Leskawiczy, około 6 km na południe od Szumilina.
Wieś szlachecka położona była w końcu XVIII wieku w powiecie witebskim województwa witebskiego.

## Historia
Po I rozbiorze Polski w 1772 roku Laskowicze, wcześniej należące do województwa połockiego Rzeczypospolitej, znalazły się na terenie powiatu witebskiego guberni witebskiej Imperium Rosyjskiego. W I połowie XIX wieku od rodziny Mitkiewiczów, wcześniejszych właścicieli Laksowicz, dobra te kupił Piotr Chludziński, chorąży uwrucki i szambelan króla Stanisława Augusta lub jego syn, Ignacy (ur. w 1807 roku), marszałek szlachty witebskiej. Spadkobiercą Ignacego był jego syn Alojzy (1832–1870), po którym wszystkie majątki rodzinne odziedziczył jego syn Władysław (ur. w 1862), który był ostatnim właścicielem Laskowicz.
Na przełomie XIX i XX wieku wzniesiono tu z cegły i kamienia cerkiew św. Sergiusza z Radoneża, która istnieje do dziś.
Po ustabilizowaniu się granicy polsko-radzieckiej w 1921 roku Lasowicze znalazły się na terenie ZSRR. Od 1991 roku – na terenie Republiki Białorusi. 

## Dawny pałac
Nie wiadomo, kiedy wybudowano murowany pałac w Laskowiczach i przez którego z właścicieli. Był to w zasadzie parterowy budynek z wysokimi suterenami, wzniesiony na planie wydłużonego prostokąta. Jego jedenastoosiowa część frontowa była zdominowana przez centralny sześciokolumnowy portyk z trójkątnym szczytem. Monumentalności pałacowi nadawało dziesięć kamiennych schodów przed frontowym tarasem i portykiem. Przed domem rozciągał się ogromny gazon.
Dwór w Laskowiczach został zniszczony po 1914 roku. Obecnie w ruinie, zachowała się jedna z oficyn.
Majątek w Laskowiczach jest opisany w 1. tomie Dziejów rezydencji na dawnych kresach Rzeczypospolitej Romana Aftanazego.